# Hiroaki Matsuyama
Hiroaki Matsuyama (松山 博明 Matsuyama Hiroaki?,  nacido el 31 de agosto de 1967 en Kioto) es un exfutbolista japonés. Jugaba de centrocampista y su último club fue el Consadole Sapporo de Japón.

## Trayectoria

### Clubes
| Club               | País  | Año         |
| ------------------ | ----- | ----------- |
| Furukawa Electric  | Japón | 1990 - 1991 |
| Bellmare Hiratsuka | Japón | 1991 - 1995 |
| Tosu Futures       | Japón | 1995        |
| Consadole Sapporo  | Japón | 1996        |

## Palmarés

### Títulos nacionales
| Título             | Club               | País  | Año  |
| ------------------ | ------------------ | ----- | ---- |
| Copa del Emperador | Bellmare Hiratsuka | Japón | 1994 |